# Берк Октай
Берк Октай (на турски: Berk Oktay) е турски актьор и модел.

## Биография
Роден е на 28 октомври 1982 г. в Анкара.
Моделската му кариера започва през 2000 година и приключва през 2006 г. Участва в над 100 модни ревюта. След 2004 г. продължава кариерата си извън Турция. Установява се в Париж и работи с много световно известни марки като D&G, Ferre, Gucci и Prada в градове като Милано, Токио, Дубай и Москва. 
Берк се връща в Турция, за да завърши висшето си образование, освен това подписва договор с компанията Erler Film. Започва да ходи на частни уроци по актьорско майсторство. Първата му роля е в сериала „Сладки проблеми Фадиме“. Кариерата си продължава в сериала „Пламъци“, който се излъчва по ATV. От 2013 до 2014 г. играе в сериала „Надежда за обич“ в ролята на Хакан. През 2020 г. играе в сериала „Опасно изкушение“ в ролята на Чаатай.

## Филмография
| Сериали     | Сериали                | Сериали           | Сериали     |
| Година      | Производство           | Роля              | Бележки     |
| ----------- | ---------------------- | ----------------- | ----------- |
| 2007 – 2008 | Сладки проблеми Фадиме | Левент            |             |
| 2008 – 2009 | Akasya Durağı          | Мурат Айдън       |             |
| 2009 – 2012 | Опасни улици           | Синан Бахадър     |             |
| 2010        | Umut Yolcuları         | Синан Бахадър     | гост актьор |
| 2012 – 2013 | Пламъци                | Мурат             |             |
| 2013 – 2014 | Надежда за обич        | Хакан Демирер     |             |
| 2014        | Aşktan Kaçılmaz        | Мардинли Берзан   |             |
| 2015 – 2016 | İlişki Durumu: Karışık | Джан Текин        |             |
| 2016        | ilişki durumu: evli    | Джан Текин        |             |
| 2017 – 2020 | Savaşçı                | Юзбашъ Каан Бозок |             |
| 2020 – 2022 | Опасно изкушение       | Чаатай Куюджу     |             |